# Erich von Redern

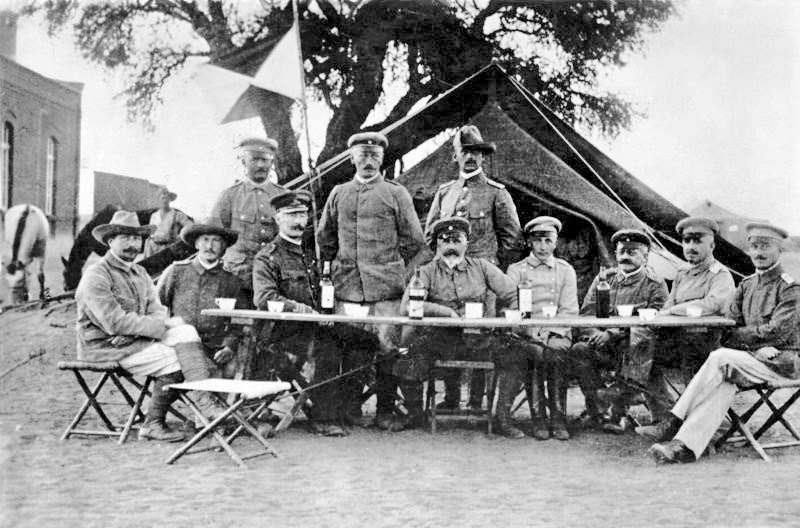
Oberkommandierende der Schutztruppe in Deutsch-Südwestafrika, mit seinem Stabe in Keetmanshoop während des Herero-Aufstandes 1904. Major von Redern als Zweiter von rechts.

Erich Eduard Hugo Rudolf von Redern (* 14. Dezember 1861 in Berlin; † 18. Januar 1937 in Potsdam) war ein preußischer Generalleutnant im Ersten Weltkrieg.

## Leben
Er entstammte dem märkischen Uradelsgeschlecht von Redern und begann seine militärische Laufbahn 1880 als Sekondeleutnant im 2. Hannoverschen Infanterie-Regiment Nr. 77 in Celle. 1886 wechselte er zum Infanterie-Regiment „von Grolmann“ (1. Posensches) Nr. 18 in Osterode, wo er 1889 Premierleutnant wurde. Anschließend war Redern ab 1892 im Großen Generalstab in Berlin tätig und dort 1893 zum Hauptmann befördert. Es folgte 1894 eine Verwendung im Infanterie-Regiment „Herzog von Holstein“ (Holsteinisches) Nr. 85 in Rendsburg, 1897 in der 33. Division in Metz, 1899 in der 22. Division in Kassel und in der 38. Division in Erfurt sowie 1900 als Major im I. Armee-Korps in Königsberg (jeweils als Stabsoffizier). Ab 1901 wirkte er drei Jahre erneut im Großen Generalstab, um dann von 1904 bis 1906 in der Schutztruppe in Deutsch-Südwestafrika zu dienen, wo er zum Oberstleutnant befördert wurde. Nach nochmaligem Einsatz im Großen Generalstab als Abteilungschef, wurde er 1908 als Stabschef zum X. Armee-Korps in Hannover versetzt und 1909 zum Oberst befördert. 1911 wurde er Kommandeur des 9. Württembergischen Infanterie-Regiments Nr. 127 in Ulm ernannt. Mit der Beförderung zum Generalmajor 1913 folgte seine Versetzung nach Brandenburg an der Havel, wo er die 11. Infanterie-Brigade übernahm. Anschließend wurde Redern 1914 Oberquartiermeister im Großen Generalstab.
Im Ersten Weltkrieg war er zunächst Stabschef im Stellvertretenden Generalkommando des XVII. Armee-Korps, übernahm 1915 als Kommandeur die 80. Reserve-Division und wurde am 18. August 1916 zum Generalleutnant befördert. Als solcher kommandierte er dann vom 20. Dezember 1916 bis 1. November 1917 die 82. Reserve-Division und anschließend das Generalkommando z. b. V. Nr. 59.

## Familie
Seine Eltern waren der Generalleutnant Ernst von Redern (1835–1900) und Anna Unzelmann von Fransecky (1836–1897). Er war 1886 in erster Ehe verheiratet mit Ida Hostmann, nach Scheidung 1906 in zweiter Ehe mit Else Adelheid Sophia Kaempf (1877–1933), der Tochter des Reichstagspräsidenten Johannes Kaempf. Seine letzte Ruhestätte fand er auf dem Südwestkirchhof Stahnsdorf.